# Libre-service de gros
Pour les articles homonymes, voir Cash and Carry et Libre-service (homonymie).
 (avril 2015).
Si vous disposez d'ouvrages ou d'articles de référence ou si vous connaissez des sites web de qualité traitant du thème abordé ici, merci de compléter l'article en donnant les références utiles à sa vérifiabilité et en les liant à la section « Notes et références ».

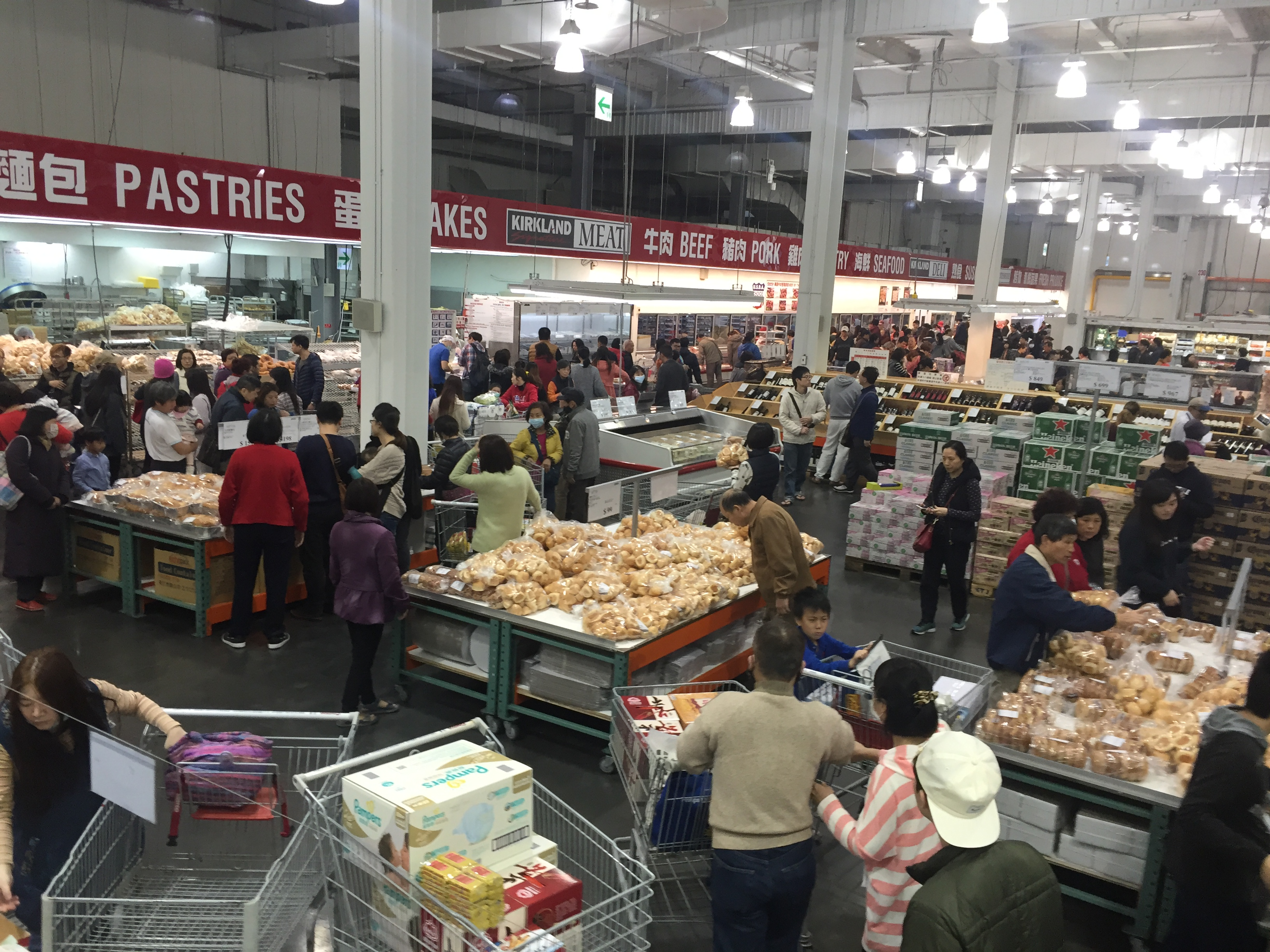
Intérieur d'un magasin Costco à Taipei (2016).

Le libre-service de gros, également appelé cash and carry ou encore payer et emporter, est une technique de vente en gros, qui repose sur un modèle semblable à celui de la grande distribution. Les acheteurs se déplacent au point de vente et retirent les marchandises. Ils payent comptant et se chargent de l'acheminement des marchandises.
Le terme « cash and carry » provient de l'anglais. Il signifie « payé et emporté » et fait référence aux principes de base de ce mode de distribution. En français, on peut traduire le terme par l'expression « libre-service de gros »,.

## Activités
La distribution cash and carry est une forme hybride entre la grande distribution dans sa forme classique et la vente en gros.
Elle est quasi identique à la grande distribution dans sa forme :
- Prix identiques pour l'ensemble de la clientèle (pas de négociations gré à gré entre producteurs et distributeurs)
- Marchandises disponibles immédiatement
- Paiement comptant (pas de délais de paiement)

Elle se distingue toutefois de la grande distribution dans la mesure où elle est réservée aux professionnels et associations, porteurs d'une carte de l'enseigne. Étant donné la catégorie de clientèle visée, elle vend les produits, notamment alimentaires, en quantité plus importante (vente de palettes complètes).

### Clientèle
La clientèle des magasins de cash and carry sont principalement des épiciers indépendants, des restaurateurs et des cafés et restaurants. Les associations sont également clientes de ces enseignes.
Pour devenir client de ces enseignes, il faut se justifier d’un statut professionnel ou associatif.
La Commission européenne a défini ainsi les clients du cash and carry, et les avantages qu'ils trouvent dans cette forme de distribution, dans une décision de 1996:

« Comme l'expression « cash and carry » (payer-prendre) l'indique, il s'agit d'un commerce de gros différent du commerce de gros "traditionnel", dans la mesure où ce sont les clients qui assurent eux-mêmes le transport et paient les marchandises comptant plutôt qu'à crédit. C'est donc une technique avantageuse pour les clients qui sont moins à même de prévoir la demande à long terme, ne disposent pas des installations nécessaires pour entreposer des stocks importants sur une longue durée ni des ressources financières pour garantir les crédits qu'exigent des achats de grandes quantités et qui, pour ces raisons, préfèrent des achats fréquents et portant sur de plus petites quantités. Les intéressés sont, en général, de petites entreprises, alors que les gros clients tendent à préférer les achats en gros. »

### Enseignes
Au Brésil :
- Atacadão

En France :
- Metro Cash & Carry, filiale du groupe allemand Metro AG
- Agidra
- Promocash, filiale du groupe Carrefour
- Costco

En Suisse :
- Aligro, présente en Suisse romande et en Suisse alémanique. Également ouverte aux particuliers.
- CCA Angehrn (de), en Suisse alémanique uniquement. Détenue à 80% par Migros (jusqu'en 2018).
- Prodega/Growa (de), filiale de Transgourmet, une enseigne détenue à 100% par le groupe Coop. C'est la plus grande enseigne de libre-service de gros en Suisse, présente dans toutes les régions linguistiques.
- TopCC (de), en Suisse alémanique uniquement.